# Пахомий I
Пахомий I (греч. Παχώμιος Α΄ XV век — 1513, Силиври, Стамбул) — патриарх Константинопольский, который занимал пост патриарха на протяжении десяти лет (1503 — 1513).
Предшественником патриарха Пахомия I был патриарх Иоаким I, а его преемником был патриарх Феолепт I.

## Биография
До восшествия на Константинопольский престол Пахомий I занимал пост митрополита Зихнийского. Пахомий I был призван на Константинопольскую кафедру вместо утратившего свой пост патриарха Иоакима I.
Первым кандидатом на престол был предшественник Иоакима I святой Нифонт II, проживавший в это время в Валахии, но он отказался возвращаться, и Синод избрал Пахомия I. Однако уже через год сторонники Иоакима, дав взятку османским чиновникам, сместили Пахомия I и вернули на кафедру Иоакима.
К 1506-1509 годам относится деятельность Пахомия I, направленная на ограничение вмешательства Римско-католической Церкви в церковную жизнь Монемвасийской епархии.
В этот период в Монемвасии, находившейся под венецианским управлением, существовали католическая и православная епархии. При поддержке венецианцев православным митрополитом был поставлен греческий ученый-гуманист Арсений Монемвасийский, склонявшийся к католической конфессии.
Столкнувшись с неодобрением со стороны православной паствы и узнав о том, что Пахомий I желает отлучить его, Арсений отправил Пахомию письмо, в котором привел свой Символ веры и отверг все обвинения в незаконном захвате престола и униатстве.
Пахомия не убедили аргументы Арсения, и в июне 1509 года он издал указ о его отлучении и признал недействительными все совершённые им хиротонии.
В Житии святого Нифонта II говорится о том, что в марте 1512 года Пахомий во время пребывания в Дунайских княжествах помазал на царство господаря Валахии Нягое Басараба, а затем господарь с одобрения Пахомия избрал нового Унгро-Влахийского митрополита — иеромонаха Макария. На обратном пути Пахомий был отравлен в окрестностях Силиврии своим помощником Феодулом. Его перевезли в Константинополь, где скончался и был погребен в монастыре Богородицы Паммакаристы.